# Futbolo Klubas Šilas Kazlų Rūda
FK Šilas (nome completo Kazlų Rūdos futbolo klubas Šilas), chiamato comunemente Kazlų Rūda, è una società calcistica lituana con sede a Kazlų Rūda. Milita nella Pirma lyga, la 2 serie del campionato lituano.

## Storia
Il club venne fondato nel 1940.
di seguito, i cambi di denominazione della società:
- 1940 m. – Ąžuolas
- 1952 m. – Žalgiris
- 1969 m. – Šilas
- 1994 m. – Auredi
- 1996 m. – Šilas
- 2006 m. – Kvintencija-Šilas
- 2008 m. – Aitas-MIA
- 2009 m. – FK Kazlų Rūda
- 2011 m. – Šilas

## Palmarès

### Competizioni nazionali
- Pirma lyga:

2016 - 1º in Pirma lyga (D2).

## Cronistoria
| Stagione | Livello | Divisione           | Posto | Fonte | Note                     |
| -------- | ------- | ------------------- | ----- | ----- | ------------------------ |
| 2012     | 3.      | Antra lyga (Pietūs) | 4.    |       | Promosso in Pirma lyga   |
| 2013     | 2.      | Pirma lyga          | 4.    | [ 1 ] |                          |
| 2014     | 2.      | Pirma lyga          | 5.    | [ 2 ] |                          |
| 2015     | 2.      | Pirma lyga          | 4.    | [ 3 ] |                          |
| 2016     | 2.      | Pirma lyga          | 1.    | [ 4 ] | Retrocesso in Antra lyga |
| 2017     | 3.      | Antra lyga (Pietūs) | 10.   |       |                          |
| 2018     | 3.      | Antra lyga (Pietūs) | 2.    |       |                          |
| 2019     | 3.      | Antra lyga (Pietūs) | 2.    |       |                          |
| 2020     | 3.      | Antra lyga (Pietūs) | 1.    |       | Promosso in Pirma lyga   |
| 2021     | 2.      | Pirma lyga          | 3.    | [ 5 ] |                          |

## Divise e sponsor
Lo sponsor tecnico per la stagione 2021 è Joma.
| FK ŠILAS         | FK ŠILAS            |
| Uniformi di gara | Uniformi di gara    |
| ---------------- | ------------------- |
| 2016–2020 Casa   | 2016–2020 Trasferta |
| 2021–2022 Casa   | 2021–2022 Trasferta |